# نعمان (اسم)
أصل أسم نعمان عربي ويعني دم ، وهو اسم من أسماء الدّم، وشقائقُ النُّعمان : نبات عشبيّ أحمر الزّهر مبقع بنقط سود، وينمو في المناطق الشماليّة وسمِّي بذلك لأنّ النعمان اسم من أسماء الدّم فهو قرينه في لونه.
وقيل هو لقب ملوك الحيرة.
وهو اسم علم شخصي مذكر عربي، وله انتشار في العالم العربي.

## الشخصيات
- النعمان بن المنذر
- النعمان بن بشير
- النعمان بن ثابت الكوفي صاحب المذهب الحنفي.
- النعمان بن امرئ القيس
- النعمان بن الأسود
- النعمان بن مقرن
- نعمان بن عثمان ناشط إسلامي ليبي.
- نعمان عاشور هو كاتب مسرحى مصري.
- نعمان الأعظمي عالم دين عراقي.
- نعمان جمعة الرئيس السابق لحزب الوفد المصري.
- نعمان الآلوسي عالم دين عراقي.